# Reggenza di Ketapang
La reggenza di Ketapang (in indonesiano: Kabupaten Ketapang) è una reggenza dell'Indonesia, situata nella provincia di Kalimantan Occidentale.